# Aeropuerto de Achutupu
El aeropuerto de Achutupu (IATA: ACU) es un aeródromo público panameño que sirve a la isla de Achutupu en el archipiélago de San Blas en la Comarca Guna Yala.
El aeropuerto está localizado en una zona remota y aislada del país sin acceso vial. Está a 0,7 kilómetros al suroeste de la isla de Achutupu y se accede a la isla en lancha.

## Información técnica
El aeropuerto tiene una pista de aterrizaje de hormigón que mide 650 metros en longitud. 
La pista está rodeada por una espesa vegetación. Al sur de la pista de aterrizaje el terreno está en inclinación. Los despegues y aproximaciones al aeródromo desde el norte son sobre el agua del mar Caribe.
El VOR de La Palma (Ident: PML) está localizado a 88 kilómetros al sur del aeropuerto.

## Aerolíneas y destinos
| Aerolíneas | Destinos                            |
| ---------- | ----------------------------------- |
| Air Panama | Ciudad de Panamá-Marcos A. Gelabert |